# Oakland, New Jersey
För flera städer med samma namn, se Oakland (olika betydelser).
Oakland är en stad i delstaten New Jersey i nordöstra USA. Vid folkräkningen år 2000 bodde 12 466 personer på orten. Den har enligt United States Census Bureau en area på totalt 22,7 km² varav 0,4 km² är vatten. 